# Comtat d'Atuyer
El comtat d'Atuyer fou una jurisdicció feudal del Ducat de Borgonya integrada al ducat després d'un temps de tenir comtes privatius. El primer comte conegut fou Guiu, fill d'Amadeu (mort després del 827) que tenia terres a la regió i era vassall del bisbe de Langres. Va deixar dos fills: 
- Ansquer que fou comte d'Oscheret i conseller del rei Bosó de Provença i va patrocinar a Guiu de Spoleto com a candidat a rei de França en oposició a Carles el Simple (que havia deixat Borgonya als normands després del 884); va acompanyar a Guiu a Itàlia de retorn quan fou elegit Odó de França el 888 i va restar el seu conseller sent nomenat marquès d'Ivrea morint abans del març del 902.
- El segon fill fou Guiu esmentat com a comte d'Atuyer, mort en batalla prop del riu Trebbia el 889.

Després apareix Hug II de Dijon esmentat fins al 1043 i que era també comte d'Atuyer i senyor de Beaumont. De la seva esposa Ermengarda van néixer quatre fill dels que Hug III fou comte d'Atuyer; va deixar un fill mascle, Ulric, que és esmentat el 1043 quan encara era comte el seu pare. Un germà d'Hug III, apareix com a Gebuí d'Atuyer sense constar que fos comte i va deixar un fill anomenat Hug d'Atuyer. Dos altres germans d'Hug III s'esmenten com Narduñí i Guiu d'Atuyer però tampoc apareix el títol comtal. El comtat d'Atuyer fou incorporat al ducat de Borgonya en aquest temps.